# Oslo Børs
Oslo Børs er en norsk børs, der varetager størstedelen af handelen med aktier i norske virksomheder. Desuden er en del internatioale selskaber indenfor olie, shipping m.v. noteret på børsen. De 25 mest omsatte aktier på Oslo Børs udgør aktieindekset OBX-indeksen.
Børsen blev grundlagt i 1819 som Christiania Børs, idet det var Oslos navn frem til 1925. I begyndelsen var handelen ikke organiseret. Børsen fungerede i stedet som mødested for investorer samt som auktionshus. Handelen med aktier blev påbegyndt i 1881. Siden 1988 har børsen haft et elektronisk handelssystem, og i 1999 blev al handlen gjort elektronisk. Siden 2001 har børsen været ejet af Oslo Børs VPS Holding ASA, der selv er børsnoteret. Selskabets største aktionærer er DnB NOR (18%) og den skandinaviske børskoncern OMX (10%). Resten ejes af en række mindre investorer.
Markedskapitaliseringen af børsens aktier udgjorde i 2006 1.915 mia. NOK.
Børsbygningen er beliggende på Strandgaten i det centrale Oslo og er tegnet af Christian H. Grosch.